# Ramón Mendiburu
Pour les articles homonymes, voir Mendiburu.
Ramón Mendiburu Ibarburu (né le 12 mars 1940 à Saint-Sébastien) est un coureur cycliste espagnol. Professionnel de 1965 à 1971, il a remporté une étape du Tour d'Espagne, le Tour d'Andalousie ainsi que le Tour de La Rioja.

## Palmarès
- 1960
  -  Champion d'Espagne sur route amateurs
- 1961
  -  Champion d'Espagne sur route amateurs
  - 2e de Paris-Dreux
- 1962
  - 2e du championnat d'Espagne sur route indépendants
  - 2e du championnat d'Espagne des régions
  - 3e du Grand Prix du Parisien
- 1963
  -  Champion d'Espagne des régions
  - Trofeo Nicolás Casáus
  - 2e du Grand Prix du Parisien
  - 3e du Trofeo Masferrer
- 1964
  - 2e étape du Tour du Maroc (contre-la-montre par équipes)
  - 2e du championnat d'Espagne des régions
  - 3e de la Prueba Villafranca de Ordizia
  - 3e du Tour de La Rioja
- 1966
  - 2eb étape du Tour d'Espagne
  - Trofeo Elola
  - 2e du championnat d'Espagne des régions
- 1967
  - Tour d'Andalousie : 
    - Classement général
    - 2e étape

  - Gran Premio Muñecas Famosa
  - 2e du championnat d'Espagne des régions
  - 3e du Tour de Majorque
- 1968
  - Tour de La Rioja :
    - Classement général
    - 1re étape

  - 8e étape du Tour de Catalogne
  - 2e du championnat d'Espagne des régions

## Résultats sur les grands tours

### Tour d'Espagne
3 participations
- 1966 : 37e, vainqueur de la 2eb étape
- 1967 : 21e
- 1969 : 39e

### Tour de France
4 participations
- 1965 : non-partant (13e étape)
- 1966 : 49e
- 1967 : abandon (17e étape)
- 1969 : abandon (10e étape)